# Brunehaut
Brunehaut é um município da Bélgica localizado no distrito de Tournai, província de Hainaut, região da Valônia.